# Arbus (Pyrénées-Atlantiques)
Arbus település Franciaországban, Pyrénées-Atlantiques megyében. Lakosainak száma 1235 fő (2022. január 1.). Arbus Artiguelouve, Abos, Aubertin, Denguin, Monein, Parbayse, Siros és Tarsacq községekkel határos.

## Népesség
A település népességének változása:
| Lakosok száma | 1099 | 1130 | 1169 | 1211 | 1205 | 1213 | 1214 | 1254 | 1245 | 1235 |
|               | 2010 | 2013 | 2015 | 2016 | 2017 | 2018 | 2019 | 2020 | 2021 | 2022 |